# Raionul Kovel, Volînia
Kovel (în ucraineană Ковельський район, transliterat: Kovelskîi raion) este un raion în regiunea Volînia, Ucraina. Reședința sa este orașul regional Kovel, care nu aparține raionului.

## Demografie
Componența lingvistică a raionului Kovel
     Ucraineană (99,02%)
     Alte limbi (0,91%)
Conform recensământului din 2001, majoritatea populației raionului Kovel era vorbitoare de ucraineană (99,02%), existând în minoritate și vorbitori de alte limbi.